# 2014年悉尼人质事件
2014年悉尼人质事件，是於2014年12月15日澳洲東部標準時間9时44分在澳大利亚新南威爾斯州悉尼市市中心马丁广场的巧克力品牌瑞士蓮所屬的咖啡馆所发生的一宗劫持人质事件，一名劫持者劫持咖啡館內18名人質，經過逾16小時至次日2时许，劫持者將咖啡店經理男人質射殺後，新南威爾斯警察部隊的戰術性行動組強攻進入咖啡館將疑犯擊斃，而一名女顧客人質亦於警察行動期間被警察的流彈擊斃。2014年悉尼人质事件經歷近17小時以流血告終，共造成3人死亡、4人受傷。
发生劫持人质事件的咖啡屋位于處於悉尼市核心商業區的马丁广场，广场附近有澳大利亚储备银行以及多家商业银行，同时靠近新南威尔士州州议会。根據現場直播图像显示，案發時在咖啡屋內的窗户中伸出了写有白色阿拉伯文的黑色旗帜，上書清真言“万物非主，唯有真主。穆罕默德，是主使者”；因此，案發初期被猜测為“伊斯兰国”所为。其后警方公布了劫持者的身份：曼·哈龍·莫尼斯（Man Haron Monis），為一名伊朗裔难民，自封為“神职人员”，有一系列暴力犯罪、性騷擾前科。雖然本案不是伊斯蘭國策動，但他從什葉派轉為遜尼派，澳洲警方也不排除有一定關聯性。

## 事發经过

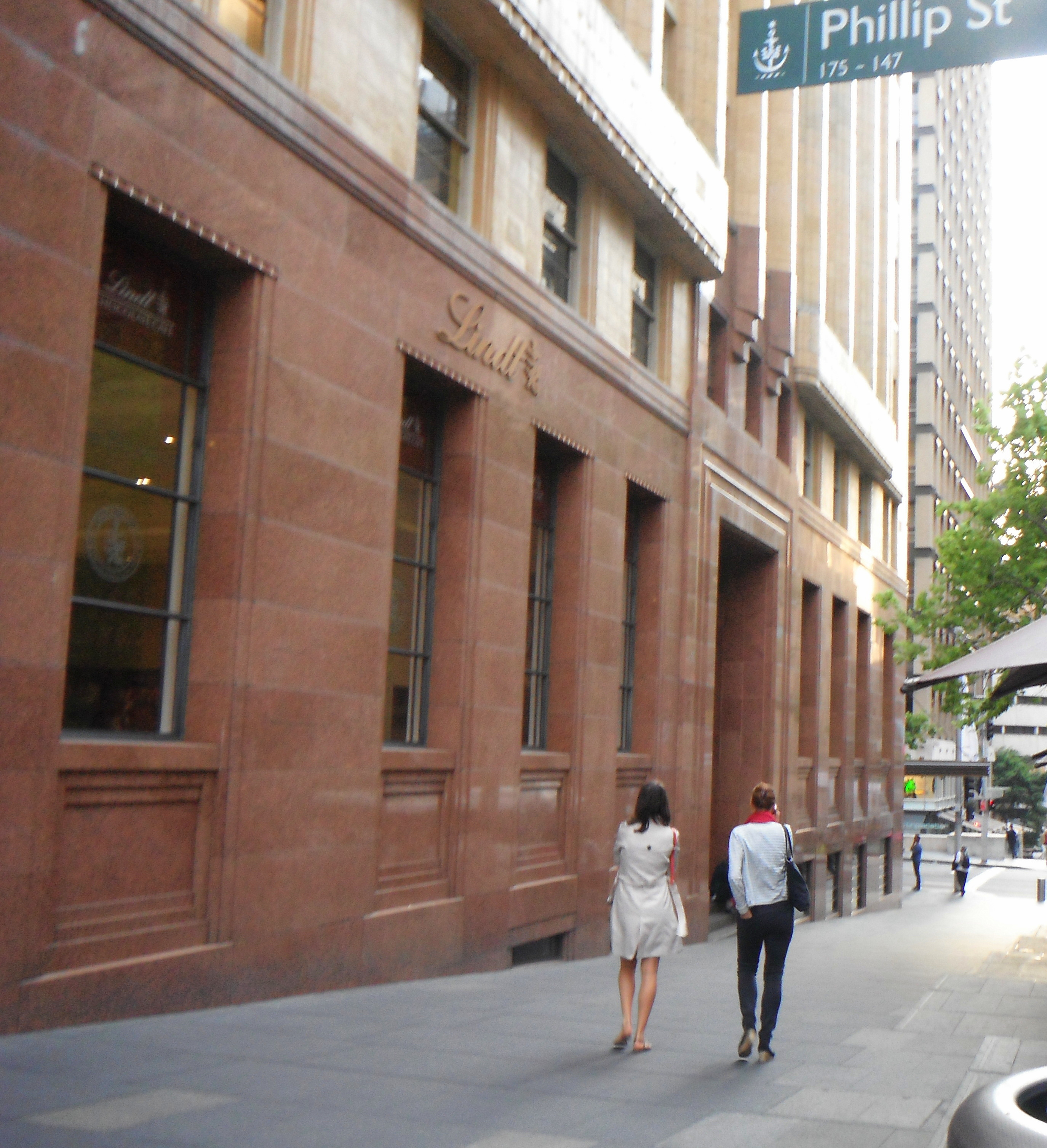
圖中的瑞士蓮巧克力咖啡廳為2014年悉尼人质事件的罪案現場，攝於2013年。

### 挾持
澳洲东部標準时间9点44分，事件发生在马丁广场53号的瑞士莲巧克力咖啡厅。遭劫人质高举印有清真言“萬物非主，唯有真主。穆罕默德，是主使者”的“伊扎布特”组织黑旗（最初在新闻报道中被误认为是伊斯兰国的标志）。据报一名人质被枪手用作人体盾牌，枪手留有胡子，穿着白衬衫，头戴黑色头巾，手持一把猎枪。咖啡厅的自动门在围攻前被关闭。

### 談判
据悉尼2GB电台播音员雷·哈德利（Ray Hadley）的讲述，枪手要求跟总理对话；而澳大利亚电视10台与人质通话时，人质转达劫匪提出的两个要求：向咖啡厅送一面“伊斯兰国”的旗帜，与澳大利亚总理阿博特直接通话。。此外，有进一步的指控报告，表明枪手在悉尼周边有四台“装置”。然而，新南威尔士州警务督察长安德鲁·斯奇皮奥内（Andrew Scipione）表示在调查中并未发现所谓的“装置”。两名女性人质已与媒体接触，传达枪手的要求，但新南威尔士警方依照人质要求，不会将其发布。

### 5名人質逃脫
下午3点37分许，现场传出声响，两名人质在大楼正门入口处出现，紧接着第3名人质从大楼一侧的消防通道逃出。媒体表示，人质身份未被公布，除了逃脱的，但细节尚未公布。警方证实三名人质全数逃脱。下午4点58分许，两名女人质从大楼的另一个入口跑出，亦逃脱，并与战术行动小组警员接触。美联社报道一名男性人质逃脱后被送往医院，情况乐观，但未公布进一步的细节。

### 攻堅
澳大利亚东部时间12月16日凌晨2:00左右，在现场发生巨响以及叫喊声，同时部分人质跑出咖啡馆，之后在2:10左右戰術性行動組強攻進入咖啡馆，与劫持者交火。最终新南威尔士警方确认事件中3人死亡，包括劫持者和两名人质，另外4人受伤送医，包括一名面部被子彈破碎擦伤的警员。在事后举行的记者招待会上，警方称在强攻之前一直未认为人质有伤亡危险，但由于“发生某些变化”（警方未解释细节），导致警方判断必须立即攻入咖啡馆营救人质。而根据当地媒体7号台报道，事发前，该台记者克里斯·里森在现场听到警方在对讲机中呼叫“一名人质倒下”，促使警方发动强攻。兩位死亡的人质分别是38岁悉尼大律师、3个孩子的母亲卡特丽纳·道森（Katrina Dawson）和34岁的瑞士莲咖啡馆经理托利·约翰逊（Tori Johnson）。

## 人质数目
事后警方公布劫持开始时的人质总数为18人。之前，各方对人质的确切数量一直有不同估计：初步估计为10人，其他来源的初步估算高达50人，而新南威尔士警察部隊副署长凯瑟琳·伯恩斯（Catherine Burn）在14日下午的新闻发布会上表示，警方的人质估计数目低于30人。

## 影響

### 緊急疏散
事件发生后，澳大利亚联邦银行、西太平洋银行及澳新银行宣布，位于悉尼市中心商业区的分行关闭。另外，因早前在悉尼歌剧院发现一个可疑包裹，悉尼歌剧院也启动了疏散措施，警方同时疏散了澳洲儲備銀行以及新南威尔士州議會等地的群眾，同时呼籲馬丁廣場一帶的民眾留守室內，並且遠離窗戶。以悉尼市中心为圆心半径1公里内的学校被封锁，民众不能自行出入。

### 交通安排
事发后，附近的火车与公共汽车已经停驶，道路被封锁，数百人被拦在警戒线之外。澳洲航空也将原定降落于悉尼的航班改为备降于其它地点，但途经悉尼上空的其它航班未受影响。

### 媒体
人质事件发生之后，包括澳洲广播公司在内的澳洲各大电视台纷纷投入报道。而当地电视台7号台（Seven Network）的办公楼就在马丁广场附近，因此较为清晰地摄下了事发现场的情景。
此外，澳洲的主流媒体在报道此次人质事件的表现也成为一些媒体报道的焦点，更有媒体称赞澳洲媒体表现出了“高水平的专业操守”。在事件进程中，尽管枪手联系了至少三家澳洲电视台，希望把他的要求公之于众。但为了配合警方与枪手的谈判，这些电视台都延迟播出与枪手的对话，而且在早已获悉枪手身份后，仍出于公共利益考虑，一直等到警方同意统一公布后，才公开了枪手的身份。同时各电视台拒绝播出人质受胁迫拍下的录像，也没有播出枪战场面和救护人员为被害者做心肺复苏术等血腥场面。

## 調查

### 聆訊
2015年1月29日，新南威爾斯州死因裁判官就於2014年悉尼人质事件中死亡的3人展開聆訊，協助調查的高級律师Jeremy Gormly確認，咖啡馆经理男人質托利·约翰逊（Tori Johnson）被疑犯強逼下跪後，被疑犯從其後腦處射擊致命；而卡特丽纳·道森（Katrina Dawson）乃於警察行動期間被警察的流彈擊斃，在其屍體上發現6顆子彈或者子彈碎片，其中傷及她的主要血管，使她於中彈後隨即昏迷，及後死亡。另外，調查人員在疑犯曼·哈龍·莫尼斯的屍體上發現11顆子彈或者子彈碎片，在其屍首上則發現另外兩顆子彈或者子彈碎片。在事件中，新南威爾斯警察部隊的戰術性行動組合共投擲了11枚震撼彈，而兩名強攻進入咖啡館的警務人員合共射擊了22次（未計算準備強攻進入時擊毀咖啡店玻璃窗的次數）；而疑犯曼·哈龍·莫尼斯在整宗事件中合共射擊了5次，第一次為於數名人質逃脫後，他向位於門上的牆壁開火一響，第二次為向托利·约翰逊後腦開火的一響，其餘3響則於警察強攻進入時射擊。

### 调查报告
2015年1月22日，澳大利亚政府发表了悉尼咖啡厅攻击事件初步检讨报告。检讨报告建议认真检讨移民、枪械管制和司法程序，以免悲剧重演，还指出公众在挟持人质事件发生的前一周，针对莫尼斯的社交媒体账号有18通热线电话，但澳当局并没有对国家受到的安全威胁评估作出调整。对热线电话展开后续调查的安全机构后来断定，莫尼斯不构成迫切威胁，结果错过了检举他的机会。但报告不认为情报当局对枪手成为漏网之鱼有严重的失职。澳大利亚总理阿博特预示将加强移民管制，并称法律程序辜负了国家和人民，他还称，“他（莫尼斯）照理不该获准入境，他不该获准保释，也不该拥有枪械，更不该变得这么激进”。

## 反應

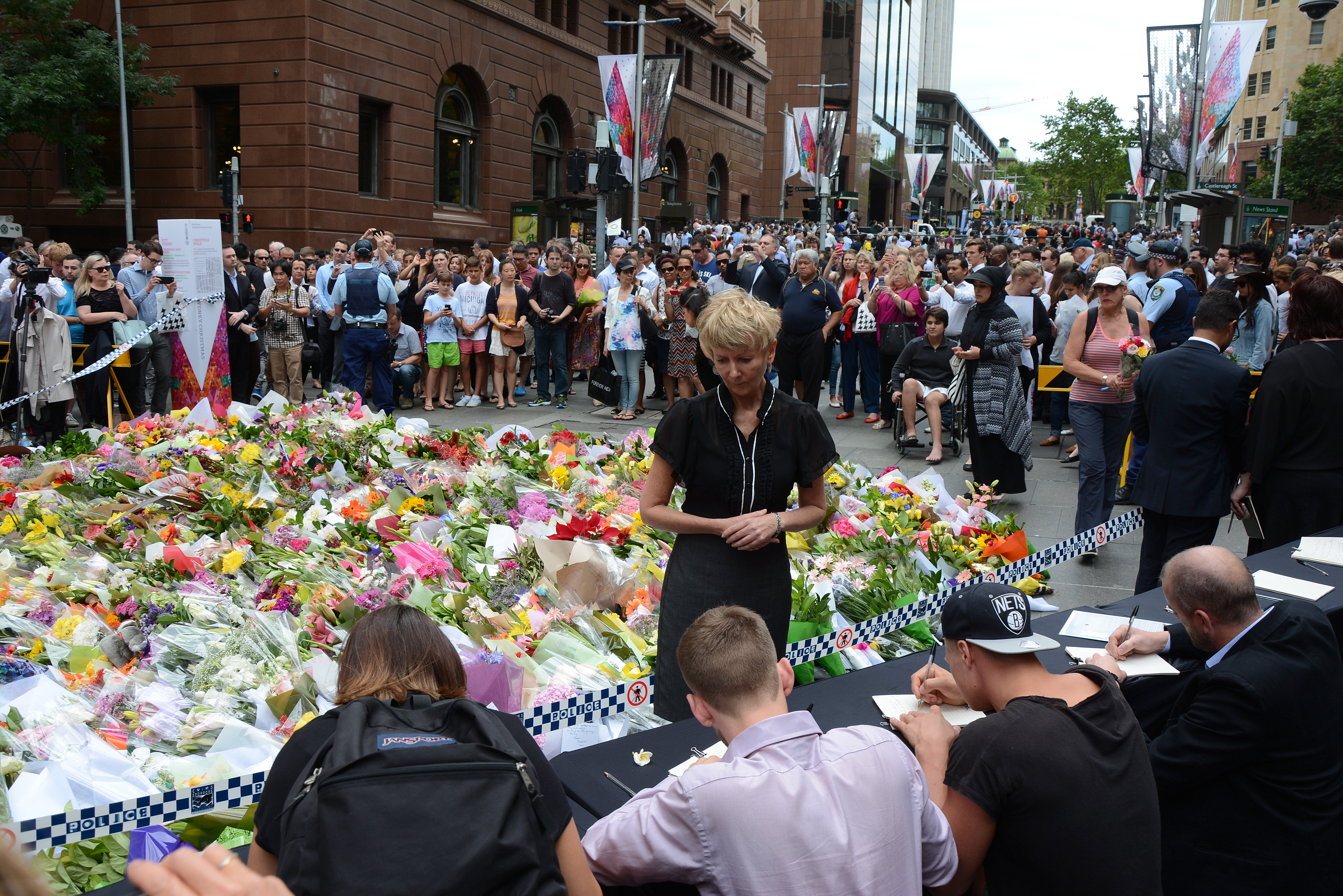
民众前往事发地点附近悼念遇害者

### 澳洲

#### 政府
事发后，澳大利亚总理托尼·阿博特在一份声明中表示，当地警察和澳洲聯邦警察已经赶到罪案现场处理劫持人质事件，并称事件“令人十分不安”。在之后的电视讲话中，阿博特表示，“目前我们还不清楚绑匪的目的是什么，可能是为了达成政治目的”。澳洲警方已将此次事件定性为恐怖袭击。

#### 纪念
澳洲全国为人质挟持事件遇害者降半旗志哀。马丁广场火车站出口背面的一块小广场，被开辟成为一个临时纪念地，路人和民众经过时，为逝者献上鲜花，作为纪念。
当地时间16日中午1点15分，数百人聚集在悉尼市最大的教堂——圣玛丽堂，为事件中遇害的两名人质祈祷。

#### “#Illridewithyou”
人质事件发生之后，部分澳洲穆斯林担心自己的人身安全受到威胁，网上也出现了许多对穆斯林表示歧视的话语。之后，Twitter上出现了“#IllRideWithYou”的流行话题，表示澳大利亚人民愿意陪伴感到安全受威胁的穆斯林乘搭公共交通，让许多网民对澳洲人民的仁爱表示非常感动。

### 国际
加拿大、以色列以及印度等国政府纷纷表态，向澳方表示慰问。而美国总统奥巴马也通过简报获知了这一消息，美国纽约警方于事件发生之后在帝国大厦、华尔街、哥伦布圆环广场、时报广场和澳大利亚驻美国领事馆等场所均加强了安保工作。
中华人民共和国外交部发言人秦刚在记者会上表示：“中方反对任何针对无辜平民的暴力行为，对悉尼人质劫持事件的无辜遇害者表示哀悼，向澳大利亚政府和人民以及死伤民众家属表示诚挚的慰问和深切的同情。”
亚足联也表示向悉尼人质事件中丧生人质的家人及其受到影响的朋友表示慰问和同情。同时，鉴于悉尼发生了令人震惊的人质事件，亚足联已要求在澳大利亚的2015年亚洲杯组委会提升安保等级，保证亚洲杯期间全体运动员、媒体及球迷的安全。

### 其它
因悉尼的人质挟持事件，澳大利亚财长霍基宣布推迟发布年中经济和财政展望报告。
而在警方强攻之后，传媒大亨默多克在其Twitter上赞赏自家媒体《每日电讯报》反应迅速，并向其“表示祝贺”，在网上引发了巨大的争议。
伊朗警察首长伊斯梅尔·穆加达姆（Ismail Ahmadi Moghaddam）表示曾于14年前引渡劫持者曼·哈龙·莫尼斯遭拒。
由于劫持者莫尼斯在涉嫌一系列暴力犯罪之后仍获准保释并被允许持有枪支，事发后有超过10万澳大利亚民众在网上签名请愿，要求新南威尔士州政府收紧保释相关法律。

## 后续
当地时间2015年3月20日，发生劫持事件并因此停业三个月的的瑞士莲咖啡馆重新开业。